# Cale de rulare
Calea de rulare sau calea pe pod este un ansamblu de straturi situate deasupra platelajului, supuse direct acțiunilor mecanice, climatice și fizico-chimice.

## Clasificare
Calea de rulare poate fi:
- Pentru poduri de șosea
- Pentru poduri de șosea și tramvai
- Pentru poduri de căi ferate

## Legături externe
- Cale de rulare, dexonline.ro